# Gwido II de la Roche
Gwido II de la Roche (1280–1308) - władca Księstwa Aten w latach 1287–1308. Syn Wilhelma I de la Roche.
W chwili śmierci ojca miał siedem lat. W jego imieniu władzę w państwie sprawowała księżna wdowa Helena Angelina. Odmówiła ona uznania zwierzchnictwa rządzącego w Achai Florensa z Hainaut. W 1291 roku poślubiła hrabiego Lecce Waltera z Brienne, który w latach 1291–1294 rządził państwem jako bailif. Wraz ze słabnięciem w następnych latach Księstwa Achai na znaczeniu zyskiwał młody Gwido. Od 1303 roku sprawował on opiekę nad ciężko chorym Janem II Angelosem i rządzoną przez niego Tesalią. W 1307 roku Filip z Tarentu wyznaczył Gwidona bailifem łacińskiej części Peloponezu.
Gwido II umarł bezpotomnie w 1308 roku. Został pochowany w Dafni obok swoich przodków.